# Fundación David Suzuki

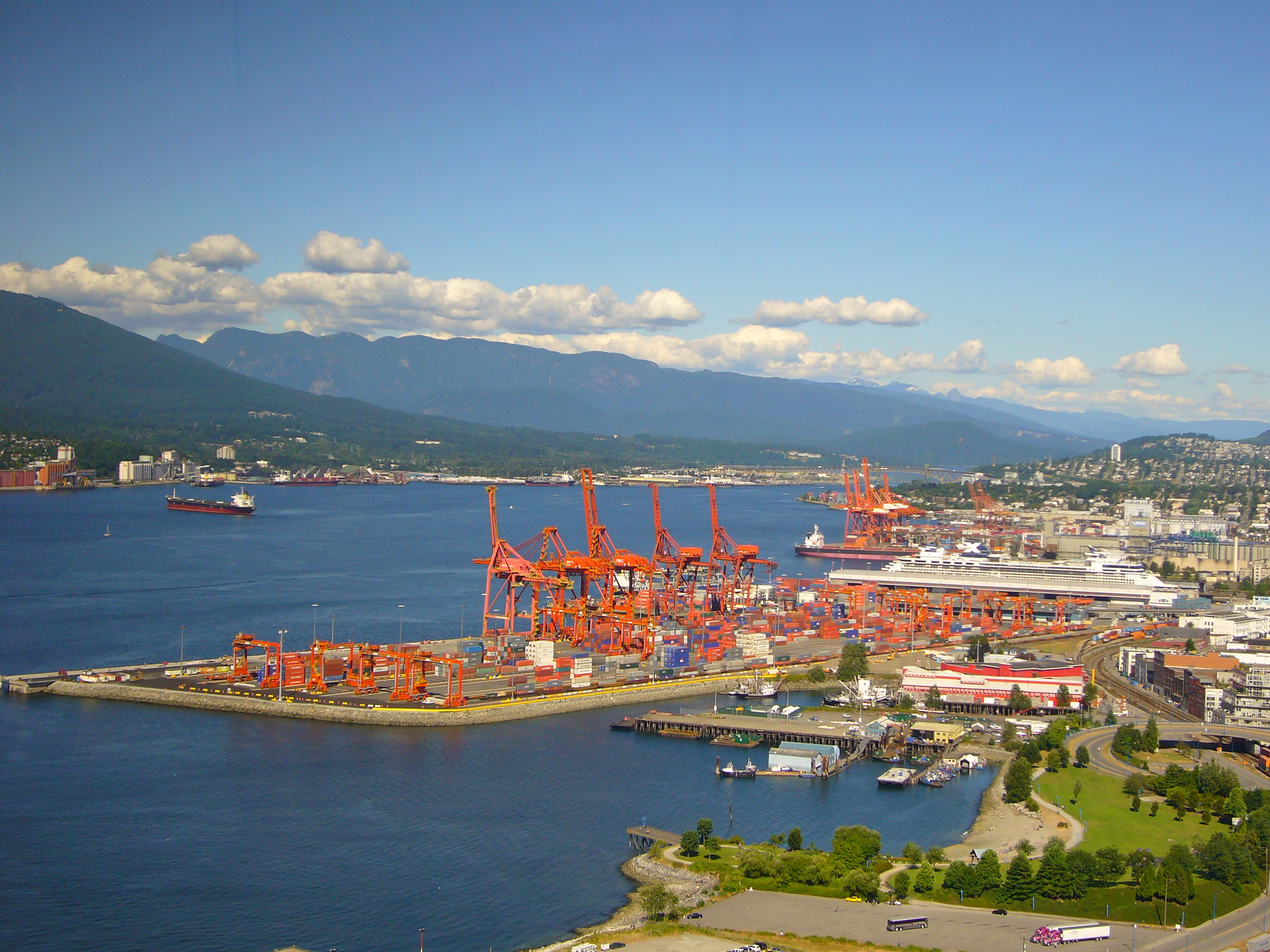
Puerto en Vancouver, ciudad donde tiene su sede la Fundación David Suzuki

La Fundación David Suzuki es una organización medioambiental basada en la ciencia con sede en Vancouver (Columbia Británica, Canadá) y oficinas en Montreal y Toronto. Es una organización sin ánimo de lucro constituida legalmente tanto en Canadá como en Estados Unidos, y está financiada por cerca de 30 000 donantes. La fundación describe su objetivo como:
```
Trabajar hacia el equilibrado de las necesidades humanas con la capacidad de la Tierra sostener todo tipo de vida. Nuestro objetivo es encontrar y comunicar maneras prácticas de conseguir ese equilibrio.
```

La misión de la fundación es «proteger la diversidad de la naturaleza y el bienestar de todo tipo de vida, ahora y en el futuro» y su visión es que «todos nosotros actuamos todos los días comprendiendo que somos uno con la naturaleza.»
Sus orígenes se encuentran en un retiro para pensar a la isla Pender, Columbia Británica, organizado en 1989 por David Suzuki y Tara Cullis. Se invitó a una docena de personas preocupadas por el medio ambiente, e inspirada por sus discusiones, la fundación se estableció el 14 de septiembre de 1990. Oficialmente abrió sus puertas el 1 de enero de 1991. Es una asociación caritativa canadiense federalmente registrada y financiada enteramente por donaciones. No acepta ninguna financiación de organismos estatales o gubernamentales, excepto el Consejo de Ciencias Nacionales e Investigación en Ingeniería de Canadá. Tampoco es un organismo de financiación para otras organizaciones. Actualmente la fundación emplea aproximadamente a unas 75 personas.

## Programas
La Fundación David Suzuki tiene 4 principales departamentos programáticos:
- Ontario y Región del Norte,
- Quebec/Francófono,
- Columbia Británica y Región Occidental, y
- Ciencia y política.

Se centran conjuntamente en las áreas siguientes:
Protegiendo nuestro clima — asegurar que Canadá hace lo que en justicia le corresponde para evitar un cambio climático peligroso y está en el buen camino para conseguir un nivel seguro de emisiones de gases de efecto invernadero.
Transformando la economía — asegurar que los canadienses mantengan una alta calidad de vida dentro de los límites finitos de la naturaleza a través de un uso eficiente de los recursos naturales.
Protegiendo la naturaleza — trabajar para proteger la diversidad y salud de los ecosistemas y criaturas terrestres, fluviales, lacustres y marinos de Canadá.
Reconectar con la naturaleza — asegurar que los canadienses, especialmente la juventud, aprenden sobre su dependencia de un medio ambiente sano a través de educación al aire libre.
Construyendo la comunidad — anima a los canadienses a vivir una vida más sana, plena y justa, con consejos para construir infraestructuras respetuosas con la Tierra, decidir inteligentemente sobre energía, utilizar transporte eficiente, y concienciarse de los productos, comida y agua que utilizan.
Como parte de su trabajo la fundación publica boletines informativos, estudios científicos, informes de investigación, libros, conjuntos de información, folletos y notas de prensa. Algunas importantes áreas de proyecto son:
Proyecto Trottier para el futuro de la energía – incluye revisiones científicas de todas las oportunidades de producción y distribución de energía de las que dispone Canadá, teniendo en cuenta consideraciones económicas, sociales y medioambientales.
Océanos sanos y marisco sostenible – incluye trabajo con SeaChoice.org para marcar los diferentes mariscos con verde (mejor opción), amarillo (existen preocupaciones) y rojo (evitar).
El San Lorenzo: nuestro río vivo – se centra en proteger la salud de una de las vías fluviales más importantes de Canadá.
Evaluación del capital natural – evalúa y describe los servicios del ecosistema y calcula el coste económico si los tuviéramos que proporcionar nosotros.
Protección de especies y hábitats amenazados – incluye trabajos científicos para proteger hábitats y especies como el oso grizzly o el caribú.
Conectar a la juventud con la naturaleza – utiliza guías educativas y actos en pequeñas localidades para animar a niños –y adultos– a pasar más tiempo al aire libre.
Reina del verde – ofrece a las personas métodos y consejos útiles para reducir su impacto medioambiental individual.

## Reto de la Naturaleza
Como mecanismo para promover la concienciación y acción social sobre los 4 ejes de la fundación, se creó el programa Reto de la Naturaleza. Consultando a la Unión de   Científicos Preocupados, la fundación investigó las maneras más eficaces de proteger la Naturaleza y mejorar nuestra calidad de vida, e invitó a la gente a seguirlas en sus vidas diarias. Su lista es:
- Reduce el 10 % tu consumo energético doméstico
- Escoge electrodomésticos eficientes
- No utilices plaguicidas
- Toma comidas sin carne un día a la semana
- Compra comida cultivada y producida localmente
- Escoge un vehículo eficiente
- Camina, pedalea, comparte coche o utiliza el transporte público
- Escoge una casa cerca de tu trabajo o la escuela de tus hijos
- Apoya la movilidad sostenible
- Aprende más y compártelo con otros

En noviembre de 2007 más de 500 000 personas habían aceptado este Reto de la Naturaleza, entre ellas muchos canadienses famosos como Nelly Furtado, Sam Roberts, Margaret Atwood, Robert Munsch, Larry Campbell o David Miller.

## Sostenibilidad en una Generación
"Canadá y la OCDE: una comparación medioambiental", un informe publicado en 2001 por la cátedra de investigación sobre leyes y políticas medioambientales de la Universidad de Victoria, y escrito por David R. Boyd, abogado medioambiental y coautor del libro de David Suzuki Guía para ayudar al planeta, analiza 25 indicadores medioambientales y coloca a Canadá en el puesto 28 de los 29 países de la OCDE.. La fundación y Boyd escribieron un informe separado, "Sostenibilidad en una Generación", que apela a las posibilidades de Canadá para mejorar en sostenibilidad y conservación medioambiental. La fundación cree que esto puede cumplirse con mayor eficiencia energética, eliminando residuos y contaminación, y construyendo ciudades sostenibles.
En febrero de 2004 David Suzuki se reunió con el primer ministro de Canadá, Paul Martin, para presentar el informe de la fundación sobre cómo en solo una generación se podía alcanzar la sostenibilidad.

## Críticas

### Alimentos modificados genéticamente
A pesar de un extendido consenso científico sobre la salud y seguridad de los organismos genéticamente modificados (OGM), la sede electrónica de la fundación incluye la página "Comprendiendo los OGM" en la que afirma que «no se ha demostrado la seguridad de la comida OGM y un conjunto creciente de investigaciones asocia estas comidas con riesgos para la salud...»

### Lista de donantes
Durante una entrevista en el Show de John Oakley en Toronto, David Suzuki declaró que las personas normales financian su fundación y las empresas están menos interesadas.
El presidente del conservador Centro Canadiense para Estudios de Políticas, Joseph C. Ben-Ami, citando esta declaración en su artículo "Charlatan del calentamiento mundial" resalta que el informe anual 2005-2006 de la fundación lista 52 empresas, incluyendo Bell Canadá, Toyota, IBM, McGraw-Hill Ryerson, Scotia Capital, Warner Bros., Canon y el Banco de Montreal, entre sus 40 000 donantes. Hace muchos años, antes de que la fundación implantara su política ética de aceptación de regalos, los donantes corporativos incluían a EnCana Corporation, líder mundial en producción de gas natural (fuente de gases de efecto invernadero) y desarrollo de arenas aceiteras (o bituminosas, de las que se extrae petróleo, pero liberando cuantiosas emisiones); ATCO Gas, principal distribuidor de gas natural de Alberta; y OPG, uno de los mayores suministradores mundiales de electricidad, que opera 5 centrales de combustibles fósiles (asimismo grandes emisoras) y 3 nucleares.
La información financiera y sobre los donantes está disponible en la sede electrónica de la fundación. En el período 2011/12, la mayoría de la financiación (59 %) provino de donantes individuales. Otras fundaciones y empresas proporcionaron otro 25 % y 13 % respectivamente. Más del 95 % fue de donantes canadienses. La fundación también tiene una política ética de aceptación de regalos.
Tres cuartos de los 40 000 seguidores de la fundación han donado menos de 500 dólares canadienses (CAD).
Entre 2000 y 2010, la fundación ha recibido 44 millones de CAD por donaciones sujetas a desgravación fiscal

### Implicación política
La columnista Licia Corbella, anteriormente en The Calgary Sun, critica desde hace tiempo a la fundación y es conocida por negar la existencia de un cambio climático causado por la humanidad. En un texto sobre una reunión de David Suzuki con alumnado de la escuela elemental de Calgary, afirma que su discurso «esencialmente instaba a los oyentes a no votar conservador. Eso convierte a su mensaje en partidista y debería excluir a la Fundación David Suzuki del estatus de organización a la que donando te desgravas.»

Sin embargo David Suzuki establece una distinción entre lo que dice como individuo y lo que dice su fundación. Por ejemplo, ha calificado al plan de Ottawa para luchar contra el calentamiento mundial como «vergüenza nacional» y ha dicho de la política energética federal: «no es una estrategia, es una vergüenza». Aclara que esta es su opinión personal y no tiene «nada que ver con [su] fundación». Y, como recuerda Lloyd Alter en un artículo en Treehugger, la ley canadiense permite a las organizaciones caritativas hacer comentarios políticos:
Estas organizaciones tienen amplia capacidad para hacer comentarios políticos, siempre que no apoyen a partidos o candidatos, y pueden dedicar hasta el 10 por ciento de sus recursos a actividades políticas no partidistas... este gasto puede ser «para influir en la ley, las políticas y la opinión pública sobre asuntos relacionados con sus propósitos benéficos.» Entre las actividades permitidas, estas organizaciones pueden reunirse con cargos electos, dar conferencias, impartir talleres, convocar manifestaciones y montar campañas de escritura de cartas sobre asuntos.
David Suzuki salió del consejo de administración de la fundación en abril de 2012.

## Para saber más

### Archivos de actividad
- Fundación David Suzuki - partidos políticos canadienses y grupos de interés político - Archivo web creado por las bibliotecas de la Universidad de Toronto